# Carlos Cariño
Carlos Augusto Cariño Medina (ur. 21 października 1977 w mieście Meksyk) – meksykański piłkarz występujący najczęściej na pozycji defensywnego pomocnika, obecnie zawodnik Nezy.

## Kariera klubowa
Cariño pochodzi ze stołecznego miasta Meksyk i jest wychowankiem tamtejszego zespołu Pumas UNAM. W jego barwach zadebiutował w meksykańskiej Primera División – 28 października 1995 w przegranym 0:1 meczu z Veracruz. Od razu wywalczył sobie miejsce w wyjściowej jedenastce i premierowego gola w najwyższej klasie rozgrywkowej strzelił 24 sierpnia 1997 w przegranej 3:4 konfrontacji z Santos Laguną. Ogółem w ekipie Pumas spędził pięć lat w roli kluczowego zawodnika, jednak nie odniósł z nią żadnych sukcesów.
Latem 2000 Cariño został piłkarzem drużyny Club Santos Laguna z siedzibą w mieście Torreón. Także tutaj szybko został podstawowym graczem i w sezonie Verano 2001 wywalczył z tym zespołem mistrzostwo Meksyku – wystąpił wówczas w 22 spotkaniach, wszystkich w podstawowym składzie. W 2004 roku triumfował ze swoją drużyną w InterLidze, dzięki czemu mógł wziąć udział w turnieju Copa Libertadores, gdzie odpadł w 1/8 finału. Barwy Santos Laguny reprezentował przez siedem lat, zdobywając dla niej pięć bramek w 251 ligowych spotkaniach.
W lipcu 2007 Cariño odszedł do Tiburones Rojos de Veracruz, gdzie występował przeważnie w roli rezerwowego i po roku spadł z klubem do drugiej ligi meksykańskiej. Tam rozegrał pół roku dla Veracruz, po czym został wypożyczony do zespołu Mérida FC, będącego filią Monarcas Morelia, z którym w sezonie Clausura 2009 triumfował w rozgrywkach drugoligowych, co nie zaowocowało jednak awansem do Primera División. Latem 2009 przeszedł do Club Tijuana, a w późniejszym czasie występował w Atlante UTN i Neza FC, także z Liga de Ascenso.

## Kariera reprezentacyjna
W 1997 roku Cariño znalazł się w składzie reprezentacji Meksyku U–20 na Młodzieżowe Mistrzostwa Świata w Malezji. Był wówczas podstawowym graczem kadry, rozgrywając wszystkie cztery mecze i strzelając gola w wygranym 5:0 meczu fazy grupowej z ZEA, za to Meksykanie odpadli w 1/8 finału.
W seniorskiej reprezentacji Meksyku Cariño zadebiutował 7 czerwca 2000 w wygranym 4:2 meczu towarzyskim z RPA. Ogółem w kadrze narodowej wystąpił dwukrotnie, nie strzelając żadnej bramki.